# Jakub Fischer
Jakub Fischer (ur. przed 1835 r. Cesarstwo Austrii, zm. ?)  – czeski pracownik austriackiej służby pogranicznej, współzałożyciel Związku Mężów.
Absolwent uniwersytetu w Pradze. Fischer początkowo pracował w Czechach, gdzie prowadził agitację na rzecz słowiańskiej rewolucji. Później pracował w służbie pogranicznej jako komendant posterunku granicznego pod Baranowem Sandomierskim. Wiosną 1835 roku wspólnie z Vaclawem Bergerem i Vaclawem Štechem założył organizację spiskową Związek Mężów, której celem było wywołanie rewolucji i w przyszłości zjednoczenie wszystkich Słowian oraz utworzenie państwa słowiańskiego. Jesienią 1835 roku po dekonspiracji Związku Mężów został skazany na wyrok długoletniego więzienia; wyrok odsiadywał w Kufsteinie.